# Okinaka Shigeo

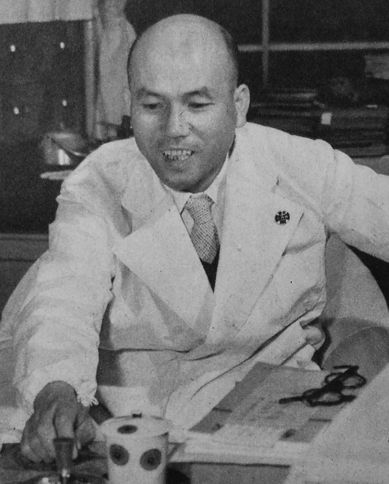
Okinaka Shigeo

Okinaka Shigeo (japanisch 沖中 重雄; geboren 8. Oktober 1902 in der Präfektur Ishikawa; gestorben 20. April 1992) war ein japanischer Internist und Neurologe.

## Leben und Wirken
Okinaka Shigeo machte seinen Studienabschluss ab der Medizinischen Fakultät der Universität Tōkyō und wurde dort 1931 als Assistent eingestellt. Ab 1931 hielt er sich zur  Weiterbildung in den USA und in Europa auf. 1943 wurde er Assistenzprofessor, 1945 Professor.
Okinaka führte Studien durch zur Klärung der Flüssigkeitsregulierung im Körper, zur Klärung der Störungen der zerebralen Blutgefäße und des autonomen Nervensystems verschiedener innerer Organe. Okinaka arbeitete zusammen mit seinem Lehrer Kure Ken (1883–1940), um die Leitung des spinalen parasympathischen Nervensystems zu klären. Weiter führte Okinaka eine große Zahl von Obduktionen aus, um sie mit klinischen Berichten zu vergleichen. Er war Direktor des Toranomon-Krankenhauses in Tōkyō.
1961 wurde Okinaka mit dem Kaiserlichen Preis (恩賜賞, Onshi-shō) der Akademie der Wissenschaften ausgezeichnet. 1970 wurde er als Person mit besonderen kulturellen Verdiensten geehrt und im gleichen Jahr mit dem Kulturorden ausgezeichnet. Er fungierte auch als einer der vier Vizepräsidenten der „World Federation of Neurology“. Nach seinem Tode wurde das Toranomon-Krankenhaus in „Okinaka Gedächtnis-Forschungsinstitut für Alterskrankheiten“ (冲中記念成人病研究所, Okinaka kinen seijinbyō kenkyūjo) umbenannt.
Okinaka verfasste eine Reihe von Schriften, darunter
- „Klinische Untersuchung und kritische Beurteilung auf Grund der Obduktion, abschließende Betrachtung“ (内科臨床と剖検による批判, 最終講義, Naika-rinsho to hoken ni yoru hihan, saishō kōgi), 1997
- „Das Herz des Arztes“ (医師の心, Ishi to kokoro), 1978
- „Mein Lebenslauf“ (私の履歴書, Warakushi no rireki-sho)，1971（nicht im Handel）
- „Arzt und Patient“ (医師と患者, Ishi to kanja), 1965